# Родовища вивітрювання
Родовища вивітрювання (рос. месторождения выветривания, англ. weathering deposits, нім. Verwitterungslagerstätten f pl) – поклади корисних копалин, утворені в зоні хімічного вивітрювання гірських порід біля земної поверхні. Р.в. сформувалися в минулі геол. епохи в процесі дезинтеграції глибинних гірських порід, виведених до земної поверхні, які виявилися нестійкими в нових для них термодинамічних умовах. Під впливом зовнішніх чинників гірські породи руйнуються, перетворюючись з агрегатів складних силікатів у простіші оксиди та гідрооксиди. Деякі з цих нових сполук розчиняються і виносяться ґрунтовими водами, частково відкладаючись у надрах. Так формуються інфільтраційні родовища. Інші, важкорозчинні сполуки нагромаджуються біля земної поверхні, утворюючи т.зв. залишкові родовища. До інфільтраційних Р.в. належать родовища руд урану, міді, самородної сірки. До залишкових Р.в. належать родовища руд силікатного нікелю, заліза, марганцю, бокситів, магнезиту, каоліну, нікелевих руд.